# Biểu tình chống Quân đội Hoa Kỳ tại Okinawa
Biểu tình chống Quân đội Hoa Kỳ tại Okinawa là sự kiện biểu tình diễn ra quy mô lớn. Sau khi phê chuẩn Hiệp ước An ninh Hoa Kỳ-Nhật Bản sửa đổi vào năm 1960, các cuộc biểu tình lớn đã diễn ra trên khắp Nhật Bản với ước tính khoảng 30 triệu người tham gia. Với sự tập trung mạnh mẽ của Quân đội Hoa Kỳ tại Nhật Bản ở Okinawa, người dân phải đối mặt với các vấn đề kinh tế, thất nghiệp. Okinawa đã bị lợi dụng để hợp tác với Quân đội Hoa Kỳ và sự phản đối rộng rãi đã gây khó khăn cho người dân Okinawa, trong khi 25.000 quân Hoa Kỳ vẫn ở Okinawa.